# Coptocercus robustus
Coptocercus robustus är en skalbaggsart som beskrevs av Wang 1995. Coptocercus robustus ingår i släktet Coptocercus och familjen långhorningar. Inga underarter finns listade i Catalogue of Life.